# Kleinbahn Casekow–Penkun–Oder
Linia kolejowa Casekow Ldb. – Pomorzany Wąskotorowe (niem. Kleinbahn Casekow–Penkun–Oder (CPO)) – rozebrana wąskotorowa linia kolejowa (750 mm), łącząca stację Casekow Ldb. ze stacją Pomorzany Wąskotorowe.

## Historia

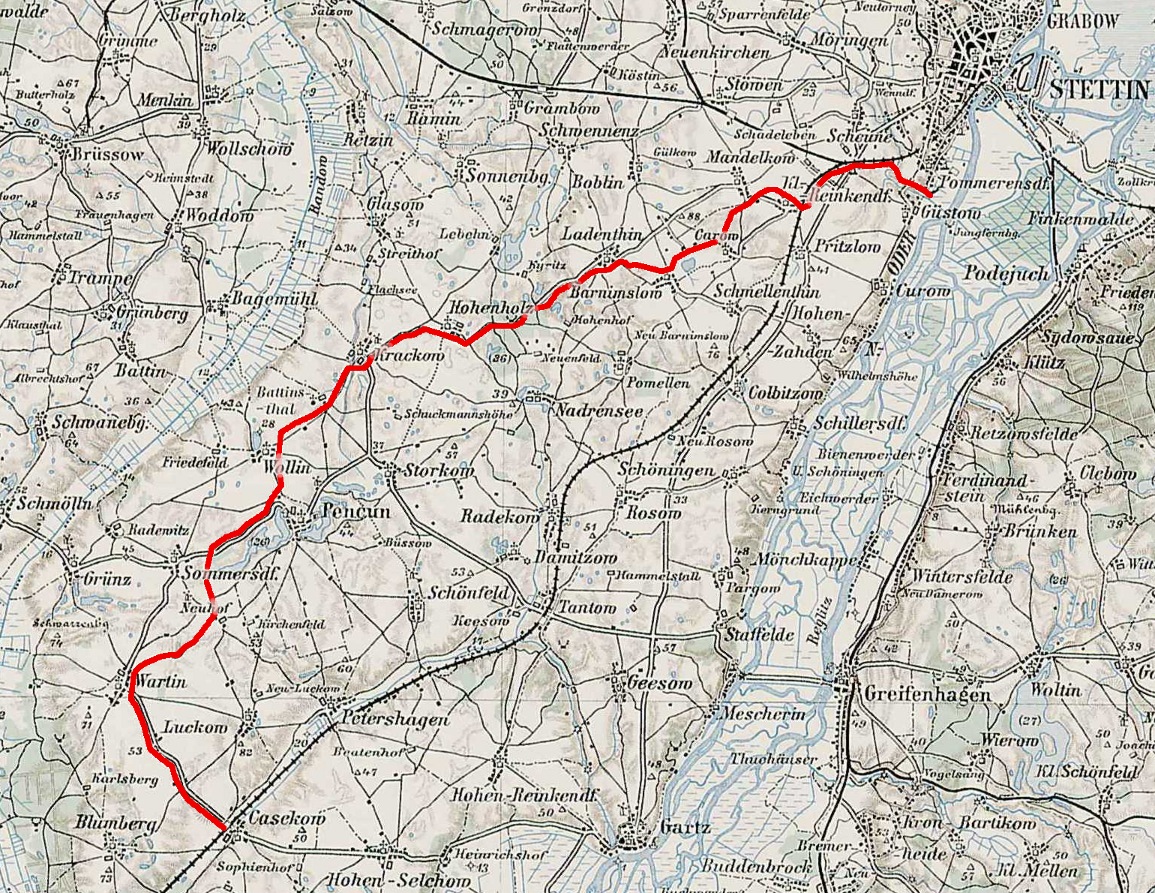
Przebieg linii na przedwojennej mapie

Od 8 kwietnia 1899 linia rozpoczynała swój bieg na dworcu w Casekow, skąd przebiegała w kierunku północnym poprzez tereny położone między Odrą i Randow, docierając do Penkun. Stąd tory biegły dalej i po 38 kilometrach docierały do dworca kolejowego Scheune (obecnie Gumieńce), przy której zlokalizowane były główne warsztaty linii. W sąsiadującym dworcu obsługującym linie normalnotorowe możliwa była przesiadka na pociągi jadące z Berlina i Pasewalku, które następnie docierały do Stettin Hauptbahnhof (dziś Szczecin Główny). 25 października 1899 otwarto przedłużenie linii o długości 4 km w postaci torowiska posiadającego trzy szyny; umożliwiało ono przejazd pociągów o rozstawie wózków 750 mm oraz 1435 mm; po rozbudowie linia kończyła swój bieg na stacji w Pommerensdorf (dziś Pomorzany). Nowo dobudowany odcinek wykorzystywany był głównie w celu dowożenia ładunków do portu. Planowano wydłużenie torowiska linii w kierunku centrum Szczecina, lecz nie doszło do realizacji projektu.
W 1935 przewieziono 93 080 pasażerów oraz 125 158 ton towarów.
Początkowo właścicielem linii była spółka akcyjna, w której udziałowcami było państwo pruskie, prowincja Pomorze, powiat Randow oraz inne osoby. 1 stycznia 1940 spółkę wcielono do przedsiębiorstwa Pommersche Landesbahnen.
Pierwszą firmą świadczącą przewozy kolejowe na linii było przedsiębiorstwo Lenz & Co. GmbH, od 1910 obsługę przejęła firma Provinzialverband Pommern, w 1920 operatorem stała się firma Vereinigung Mittelpommerscher Kleinbahnen. W 1937 przewoźnik ponownie uległ zmianie, linia zaczęła być obsługiwana przez Landesbahndirektion Pommern in Stettin.
Po zakończeniu II wojny światowej linia Casekow Ldb. – Pomorzany Wąskotorowe przecięta została nową granicą państwową między Niemcami i Polską. Torowiska znajdujące się na terenie Niemiec zostały rozebrane w ramach reparacji wojennych na rzecz ZSRR. W Szczecinie zachował się normalnotorowy odcinek od stacji Scheune do stacji Pommerensdorf, który wykorzystywany był do przewozu towarów (trzecia szyna, przeznaczona dla kolei wąskotorowej, została rozebrana).

## Źródła
- Kleinbahn Casekow–Penkun–Oder w Ogólnopolskiej Bazie Kolejowej – bazakolejowa.pl